# Olivo de Vouves

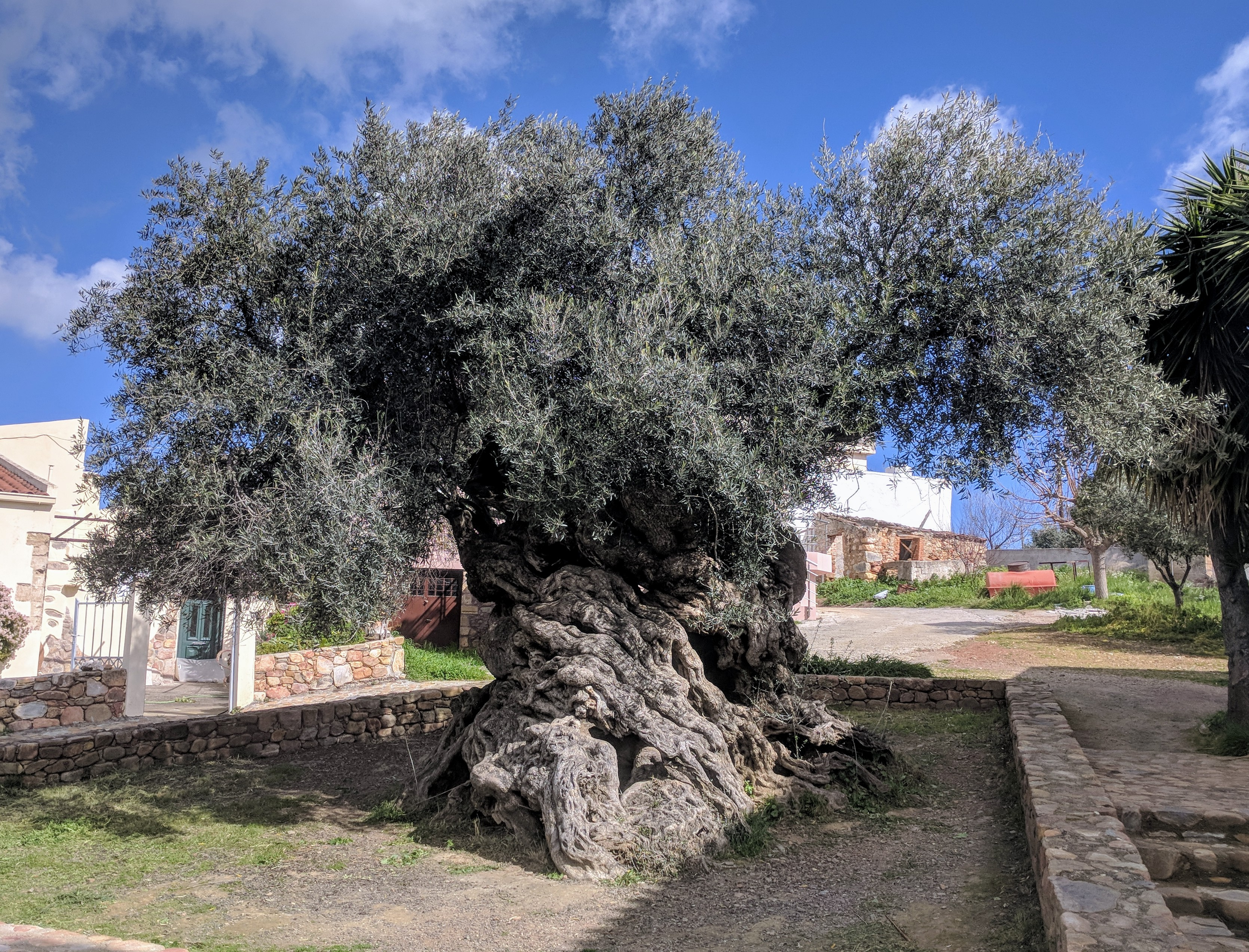
Olivo de Vouves en 2018

El olivo de Vouves (en griego: Ελιά Βουβών) es un olivo ubicado en el pueblo de Ano Vouves en la isla de Creta, en Grecia (ver mapa). Es probablemente uno de los olivos más antiguos del mundo. 

## Datación
La edad exacta del árbol no se puede determinar. El uso de radioisótopos no es posible, ya que su duramen se ha perdido a lo largo de los siglos, mientras que el análisis de los anillos demostró que el árbol tenía al menos 2.000 años. y en el otro extremo de la escala, los científicos de la Universidad de Creta han estimado que tiene unos 4.000 años de antigüedad. Un posible indicador de su edad son los dos cementerios del período geométrico descubiertos cerca del árbol. La investigación actual en Creta y en el extranjero indica que las estimaciones anteriores de la edad de los olivos se debatirán en cuanto a su precisión. Todavía no existe un método científico acordado para determinar la edad de los olivos. En el caso del olivo de Vouves, podría ser mucho más joven que las estimaciones anteriores o incluso que otro antiguo árbol en Finix (Sfakiá). 

### Descripción e historia
El tronco tiene un perímetro de 12,5 m y un diámetro de 4,6 m. En 1997, el árbol fue declarado monumento natural protegido por la Asociación de Municipios Cretenses del Olivo y en octubre de 2009 se inauguró el Museo del Olivo de Vouves en una casa cercana del siglo XIX, que muestra las herramientas y el proceso tradicional del cultivo del olivo. Algunas ramitas del árbol se usaron para tejer coronas triunfales para los ganadores de los Juegos Olímpicos de Atenas 2004 y los de Pekín 2008. El árbol sigue  produciendo olivas hasta el día de hoy, después de haber sido injertado con el cultivar 'Tsounati'.